# Jochen Werner (Luftfahrthistoriker)
Jochen Werner (geb. 21. September 1938 in Langensalza; gest. 5. Januar 2013 in Radebeul) war ein deutscher Luftfahrthistoriker. Ihm ist der Erhalt zahlreicher Dokumente und Sachzeugen des Flugzeugbaus in der DDR zu verdanken.

## Leben

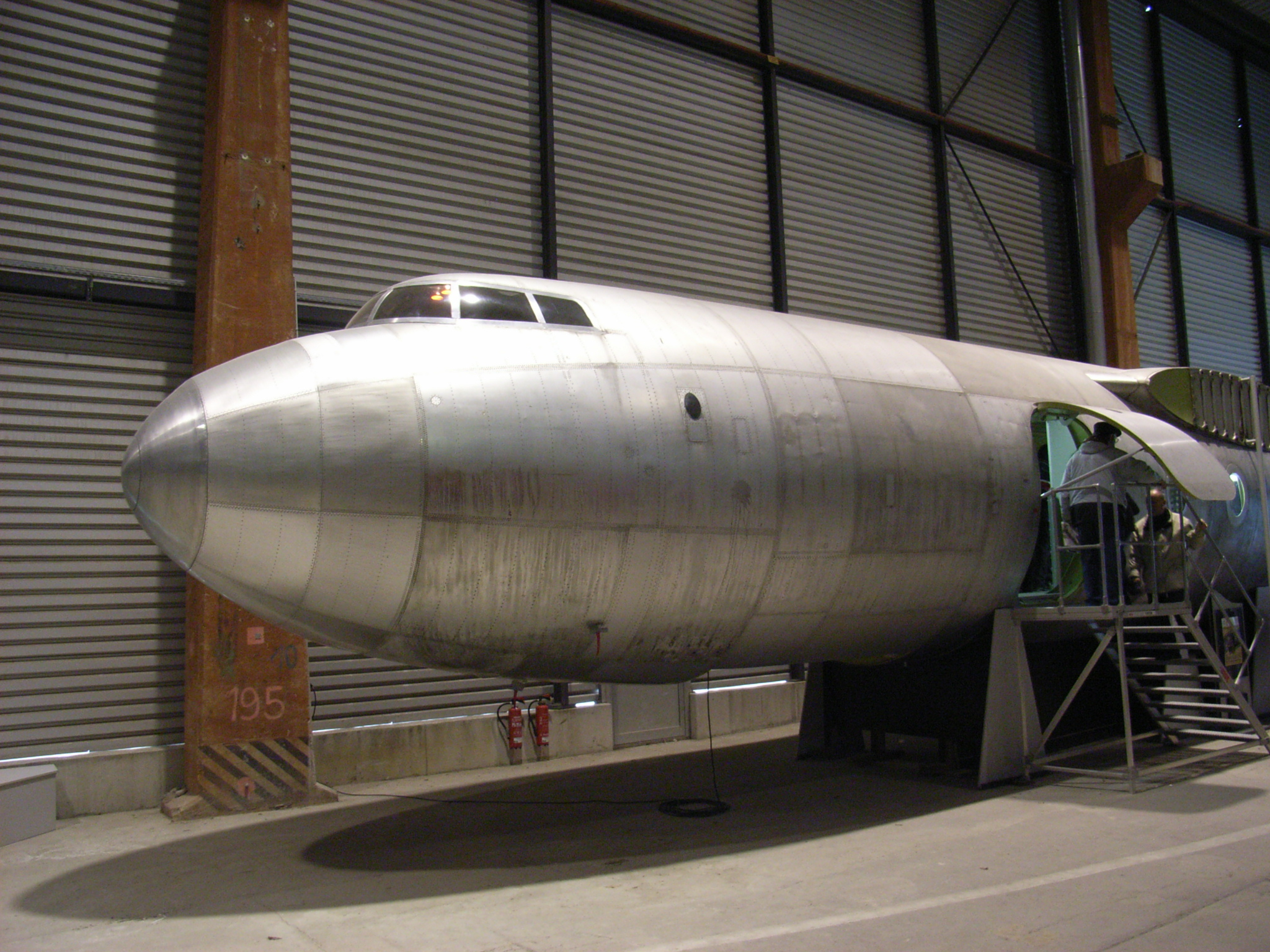
Von Jochen Werner gesicherter Rumpf Nr. 11 der 152 im Dresdner Flughafen

Werner legte 1957 das Abitur ab und absolvierte im Anschluss eine Lehre zum Dreher. Nach deren Abschluss leistete er seinen dreieinhalbjährigen Militärdienst bei den Luftstreitkräften der Nationalen Volksarmee. Werner absolvierte ab 1964 ein Studium als Ingenieur-Ökonom im Bereich Hochfrequenztechnik an der Technischen Universität Dresden. Nach dem Diplom begann er im Dresdner Betrieb Messelektronik „Otto Schön“ eine Tätigkeit als Technologe. In dieser Funktion arbeitete er ab 1978 beim VEB Flugzeugwerft Dresden im Bereich Flugzeugelektroausrüstung. Ab 1984 befasste er sich nebenberuflich mit der Geschichte des Flugzeugbaus in der DDR und publizierte dazu insbesondere nach der Wende. Von 1988 bis 1992 arbeitete er als Archivar der Flugzeugwerft Dresden und anschließend bis zu seiner Pensionierung im Jahr 2002 als Kustos für Luftfahrt im Verkehrsmuseum Dresden. In diesen Funktionen sicherte er wertvolle Dokumente und Sachzeugen des Flugzeugbaus in der DDR. Dazu gehören der derzeit im Flughafen Dresden aufbewahrte letzte existierende Rumpf des ersten deutschen strahlgetriebenen Passagierflugzeuges 152 und das für die Leipziger Messe hergestellte und heute im Flughafen Halle-Leipzig ausgestellte 1:10-Modell der 152. Zu den von Werner gesicherten Beständen gehören Dokumente aus der Zeit des Einsatzes deutscher Flugzeugbau-Spezialisten in der Sowjetunion in den Jahren 1946 bis 1954.
Jochen Werner gab gemeinsam mit Jürgen Michels mit Luftfahrt Ost 1945–1990 das bis dahin umfangreichste Werk zur Geschichte der Luftfahrt in der DDR heraus und war Autor mehrerer Kapitel dieses Werks. Daneben war er Autor zahlreicher weiterer Publikationen und trat bundesweit mit Vorträgen zu seinem Fachgebiet auf.

## Publikationen (Auswahl)
- zusammen mit Jürgen Michels: Die Deutsche Luftfahrt. Band 22: Luftfahrt Ost 1945–1990. Bernard & Graefe, 1994, ISBN 3-7637-6109-8.
- zusammen mit Lothar Bremer: Tragödie 152: Aufbau und Absturz der Luftfahrtindustrie in der DDR. Sax-Verlag, 2010, ISBN 978-3-86729-074-6.